# Sprotavia Szprotawa
Sprotavia Szprotawa – polski klub piłkarski, który swoją siedzibę ma w Szprotawie i został założony w 1946 roku.

## Historia klubu
Klub został założony w 1946 roku pod nazwą „TOR” Szprotawa przy Technicznej Obsłudze Rolnictwa. W 1951 roku klub upadł, a w tym samym roku w jego miejsce powstała drużyna „Stal” Szprotawa, która była pod opieką Dolnośląskich Zakładów Odlewniczych w Szprotawie. W styczniu 1957 roku po naradzie członków koła sportowego "Stal" oraz działaczy Powiatowego Komitetu Kultury Fizycznej, podjęto decyzję o utworzeniu klubu "Szprotavia". Komitet organizacyjny zwołał walne zebranie na dzień 27 stycznia 1957 r. Miejski Klub Sportowy „Sprotavia” Szprotawa był wspierany m.in. przez DZO w Szprotawie. W 1965 r. klub ze Szprotawy połączył się z zespołem Garbarni Leszno Górne. W lutym tego roku Sprotavia sensacyjnie 3:1 (1:0), pokonała w meczu sparingowym pierwszoligową drużynę Śląska Wrocław. W sezonie 1971/1972 zagrała w finale Pucharu Polski OZPN Zielona Góra, a już rok później wygrała ów puchar. Sezon 1973/1974 był najlepszym pod względem sukcesów dla klubu – po raz pierwszy w historii drużyna zagrała w Pucharze Polski na szczeblu centralnym, jednak odpadła po I rundzie, przegrywając u siebie 1:2 z GKS Katowice, a w zielonogórskiej Lidze Wojewódzkiej, która była wtedy III poziomem rozgrywek, klub zajął 3. miejsce. W latach 2007–2008 przeprowadzono gruntowny remont stadionu na którym występuje Sprotavia. W sezonie 2024/2025 zespół występuje w IV lidze, grupie lubuskiej.

### Historyczne nazwy
- 1946 – TOR (Techniczne Obsługi Rolnictwa) Szprotawa
- 1951 – „Stal” Szprotawa
- 1957 – Klub Sportowy, a następnie Miejski Klub Sportowy „Sprotavia” Szprotawa[6]
- 1965 – fuzja z klubem Garbarnia Leszno Górne[4]

## Sukcesy
- 3. miejsce w zielonogórskiej Lidze Wojewódzkiej (III poziom): 1973/1974[7]
- Puchar Polski:[2]
  - I runda (1/32 finału): 1973/1974 (Sprotavia 1:2 GKS Katowice)
- Puchar Polski OZPN Zielona Góra:
  - 1972/1973
    - finał Pucharu Polski OZPN Zielona Góra: 1971/1972

## Stadion
Sprotavia mecze rozgrywa na Stadionie Miejskim przy ul. Sobieskiego 68 w Szprotawie. Dane techniczne obiektu:
- pojemność: 1500 (750 siedzących)
- oświetlenie: brak
- wymiary boiska: 97 m x 65 m